# Нер (Лодзинське воєводство)
Нер (пол. Ner) — село в Польщі, у гміні Вартковиці Поддембицького повіту Лодзинського воєводства.
Населення — 310 осіб (2011).
У 1975-1998 роках село належало до Серадзького воєводства.

## Демографія
Демографічна структура станом на 31 березня 2011 року:
|          | Загалом | Допрацездатний вік | Працездатний вік | Постпрацездатний вік |
| -------- | ------- | ------------------ | ---------------- | -------------------- |
| Чоловіки | 161     | 31                 | 112              | 18                   |
| Жінки    | 149     | 23                 | 91               | 35                   |
| Разом    | 310     | 54                 | 203              | 53                   |